# Bostrycapulus heteropoma
Bostrycapulus heteropoma is een slakkensoort uit de familie van de Calyptraeidae. De wetenschappelijke naam van de soort is voor het eerst geldig gepubliceerd in 2010 door Collin & Rolán.